# (100598) 1997 QO1
(100598) 1997 QO1 es un asteroide que forma parte del cinturón interior de asteroides, descubierto el 31 de agosto de 1997 por Warren Offutt desde el Observatorio W & B, Cloudcroft (Nuevo México), Estados Unidos.

## Designación y nombre
Designado provisionalmente como 1997 QO1.

## Características orbitales
1997 QO1 está situado a una distancia media del Sol de 1,905 ua, pudiendo alejarse hasta 2,024 ua y acercarse hasta 1,785 ua. Su excentricidad es 0,062 y la inclinación orbital 18,81 grados. Emplea 960,557 días en completar una órbita alrededor del Sol.

## Características físicas
La magnitud absoluta de 1997 QO1 es 15,9.